# 하이초등학교
하이초등학교는 대한민국 경상남도 고성군 하이면 덕호리에 있는 공립 초등학교이다.

## 학교 연혁
- 1927년 5월 1일 하이공립보통학교(4년제) 개교
- 1938년 4월 1일 하이공립심상소학교(6년제) (명칭 변경)
- 1941년 4월 1일 하이공립국민학교 (명칭 변경)
- 1987년 12월 23일 다목적 교실(식당) 준공
- 1993년 3월 1일 덕명분교장 본교 통폐합
- 1996년 3월 1일 하이초등학교로 교명 개칭
- 1999년 3월 1일 월흥초등학교 본교 통폐합
- 1999년 3월 1일 봉현분교장 편입
- 1999년 9월 1일 봉현분교장 본교 통폐합
- 2005년 6월 7일 다목적강당 준공(1층, 227평)
- 2005년 8월 25일 독립유치원 1동 준공
- 2017년 9월 1일 제29대 문종두 교장 취임
- 2018년 2월 13일 제89회 졸업(총 졸업생 5,774명)

## 참고 자료
- 하이초등학교 - 한국교육학술정보원 학교알리미